# Фрационе Монтелавекија (Торино)
Фрационе Монтелавекија је насеље у Италији у округу Торино, региону Пијемонт.
Према процени из 2011. у насељу је живело 3 становника. Насеље се налази на надморској висини од 871 м.